# Filmografia de Sophia Loren

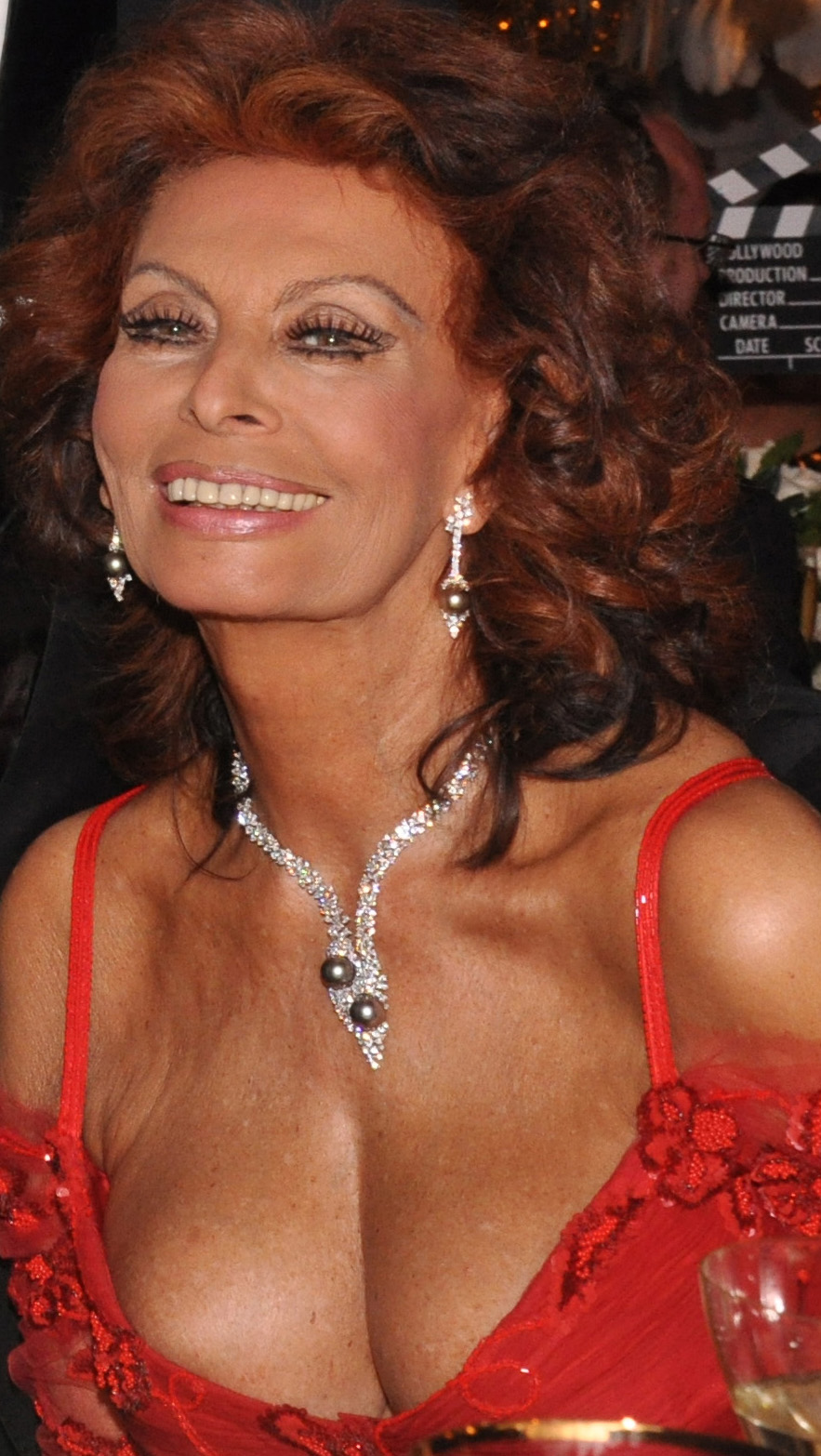
Sophia Loren em 2009

Esta é a lista completa de filmes da atriz italiana Sophia Loren.

## Filmes
| Ano  | Titulo                                            | Papel                                 | Notas                       |
| ---- | ------------------------------------------------- | ------------------------------------- | --------------------------- |
| 1950 | Io sono il capataz                                | Secretária do ditador                 |                             |
| 1950 | Le Sei mogli di Barbablù                          | Garota raptada                        |                             |
| 1950 | Tototarzan                                        | A tarzanide                           |                             |
| 1950 | Il voto                                           | Un popolana alla festa di Piedigrotta |                             |
| 1950 | Hearts at Sea                                     | Extra                                 |                             |
| 1951 | White Leprosy                                     | Uma garota na pensão                  |                             |
| 1951 | Owner of the Vapor                                | Ballerinetta                          |                             |
| 1951 | Milano miliardaria                                | Extra                                 |                             |
| 1951 | Magician for Force                                | A noiva                               |                             |
| 1951 | Quo Vadis                                         | Escrava de Lígia                      | Não creditada               |
| 1951 | Era Lui!... Si! Si! (It Was Him!... Yes! Yes!)    | Odalisca creditada como Sofia Lazzaro |                             |
| 1951 | Anna                                              | Assistente de clube noturno           | Não creditada               |
| 1952 | È arrivato l'accordatore                          | Amiga de Giulietta                    |                             |
| 1952 | Il Sogno di Zorro                                 | Conchita                              | Como Sofia Scicolone        |
| 1952 | The Favorite                                      | Leonora                               |                             |
| 1953 | The Country of the Campanelli                     | Bonbon                                |                             |
| 1953 | Pilgrim of Love                                   | Giulietta / Beppina Delli Colli       |                             |
| 1953 | We Find Ourselves in the Gallery                  | Marisa                                |                             |
| 1953 | Two Nights with Cleopatra                         | Cleópatra/Nisca                       |                             |
| 1953 | Girls Marked Danger                               | Elvira                                |                             |
| 1953 | Good Folk's Sunday                                | Ines                                  |                             |
| 1953 | Aida                                              | Aida                                  |                             |
| 1953 | Africa Under the Seas                             | Barbara Lama                          |                             |
| 1954 | Neapolitan Carousel                               | Sisina                                |                             |
| 1954 | Un giorno in pretura                              | Anna                                  |                             |
| 1954 | The Anatomy of Love                               | The girl                              |                             |
| 1954 | Poverty and Nobility                              | Gemma                                 |                             |
| 1954 | The Gold of Naples                                | Sofia                                 | Segmento "Pizze a Credito"  |
| 1954 | Attila                                            | Honoria                               |                             |
| 1954 | Too Bad She's Bad                                 | Lina Stroppiani                       |                             |
| 1955 | The Sign of Venus                                 | Agnese Tirabassi                      |                             |
| 1955 | The Miller's Beautiful Wife                       | Carmela                               |                             |
| 1955 | The River Girl                                    | Nives Mongolini                       |                             |
| 1955 | Scandal in Sorrento                               | Donna Sofia                           |                             |
| 1956 | Lucky to Be a Woman                               | Antonietta Fallari                    |                             |
| 1957 | Boy on a Dolphin                                  | Phaedra                               |                             |
| 1957 | The Pride and the Passion                         | Juana                                 |                             |
| 1957 | Legend of the Lost                                | Dita                                  |                             |
| 1958 | Desire Under the Elms                             | Anna Cabot                            |                             |
| 1958 | The Key                                           | Stella                                |                             |
| 1958 | The Black Orchid                                  | Rose Bianco                           |                             |
| 1958 | Houseboat                                         | Cinzia Zaccardi                       |                             |
| 1959 | That Kind of Woman                                | Kay                                   |                             |
| 1960 | Heller in Pink Tights                             | Angela Rossini                        |                             |
| 1960 | It Started in Naples                              | Lucia Curio                           |                             |
| 1960 | The Millionairess                                 | Epifania Parerga                      |                             |
| 1960 | A Breath of Scandal                               | Princesa Olympia                      |                             |
| 1960 | Two Women                                         | Cesira                                |                             |
| 1961 | El Cid                                            | Chimena                               |                             |
| 1961 | Madame Sans-Gêne, a.k.a., "Madame"                | Catherine Hubscher                    |                             |
| 1962 | Boccaccio '70                                     | Zoe                                   | "La Riffa"                  |
| 1962 | The Prisoners of Altona                           | Johanna von Gerlach                   |                             |
| 1962 | Five Miles to Midnight                            | Lisa Macklin                          |                             |
| 1963 | Yesterday, Today and Tomorrow                     | Adelina Sbaratti/Anna Molteni/Mara    |                             |
| 1964 | The Fall of the Roman Empire                      | Lucilla                               |                             |
| 1964 | Marriage Italian-Style                            | Filumena Marturano                    |                             |
| 1965 | Operation Crossbow                                | Nora                                  |                             |
| 1965 | Lady L                                            | Lady Louise Lendale                   |                             |
| 1966 | Judith                                            | Judith                                |                             |
| 1966 | Arabesque                                         | Yasmin Azir                           |                             |
| 1967 | A Countess from Hong Kong                         | Natasha                               |                             |
| 1967 | More Than a Miracle                               | Isabella Candeloro                    |                             |
| 1968 | Ghosts - Italian Style                            | Maria Lojacono                        |                             |
| 1970 | I girasoli                                        | Giovanna                              |                             |
| 1971 | Lady Liberty                                      | Maddalena Ciarrapico                  |                             |
| 1971 | The Priest's Wife                                 | Valeria Billi                         |                             |
| 1972 | Man of La Mancha                                  | Aldonza/Dulcinea                      |                             |
| 1973 | The Sin                                           | Hermana Germana                       |                             |
| 1974 | The Voyage                                        | Adriana de Mauro                      |                             |
| 1974 | Verdict                                           | Teresa Leoni                          |                             |
| 1974 | Brief Encounter                                   | Anna Jesson                           | Telefilme                   |
| 1975 | Sex Pot                                           | Pupa                                  |                             |
| 1976 | The Cassandra Crossing                            | Jennifer Rispoli Chamberlain          |                             |
| 1977 | A Special Day                                     | Antoinette                            |                             |
| 1978 | Blood Feud                                        | Titina Paterno                        |                             |
| 1978 | Brass Target                                      | Mara                                  |                             |
| 1978 | Angela                                            | Angela Kincaid                        |                             |
| 1979 | Firepower                                         | Adele Tasca                           |                             |
| 1980 | Sophia Loren: Her Own Story                       | Sophia Loren / Romilda Villani        | Minissérie                  |
| 1984 | Aurora                                            | Aurora                                | Telefilme                   |
| 1986 | Courage                                           | Marianna Miraldo                      | Telefilme                   |
| 1988 | The Fortunate Pilgrim                             | Lucia                                 | minissérie                  |
| 1989 | Running Away                                      | Cesira                                | minissérie                  |
| 1990 | Saturday, Sunday and Monday                       | Rosa Priore                           |                             |
| 1994 | Prêt-à-Porter                                     | Isabella de la Fontaine               |                             |
| 1995 | Grumpier Old Men                                  | Maria Sophia Coletta Ragetti          |                             |
| 1997 | Soleil (1997 film) [fr]                           | Maman Levy                            |                             |
| 2001 | Francesca e Nunziata                              | Francesca Montorsi                    | minissérie                  |
| 2002 | Between Strangers                                 | Olivia                                |                             |
| 2004 | Too Much Romance... It's Time for Stuffed Peppers | Maria                                 |                             |
| 2004 | Lives of the Saints                               | Teresa Innocente                      | minissérie                  |
| 2009 | Nine                                              | Mamma                                 |                             |
| 2010 | My House Is Full of Mirrors                       | Romilda Villani                       | mini serie                  |
| 2011 | Cars 2                                            | Mama Topolino                         | Voz; versões internacionais |
| 2014 | La Voce Umana                                     | Angela                                | curta-metragem              |
| 2020 | La vita davanti a sé                              | Rosa                                  |                             |